# セシル・エフィンジャー
セシル・エフィンジャー（Cecil Effinger、1914年7月22日 - 1990年12月22日）は、アメリカ合衆国の作曲家。
コロラド州コロラドスプリングス出身で、生涯の大半をそこで過ごした。音楽家と教師の間に生まれ、コロラドカレッジで数学を学び、1935年に学位を取得した。しかし1934年から1936年まで和声と対位法を学び、1939年にはパリに留学してナディア・ブーランジェに師事した。1934年からコロラドスプリングのオーケストラで、加えて1937年からデンバーのオーケストラでオーボエ奏者となった。また1936年からコロラドカレッジの教壇に立ち、第二次世界大戦が始まる1941年まで務めた。大戦中は軍楽隊の指揮者となった。戦後、コロラドカレッジに復帰するが、1948年にコロラド大学ボルダー校に移って作曲科の主任教授となった。1981年に引退。
多作家で5つの交響曲、2つの小交響曲、5つの弦楽四重奏曲を含む168の番号付作品がある。合唱曲でも知られており、オーボエと合唱のための『4つのパストラル』がとくに有名である。彼は実験的な作風に走ることはなかったが、自分の作品を『無調の調性』と説明している。
また発明家でもあり、1945年にパリで音楽タイプライターのアイデアを思いつき、1947年に試作品を製作した。1954年に「ミュージックライター」としてこの機械の特許を取り、翌年に発売された。

## 文献
- Bono, Ray. 2008. "The Cool, the Cowboyish, the Coy, the Combustible". Liner notes for "Roy Harris: Symphony No. 11". Troy 1042. SACD.
- Boorman, Stanley, and Eleanor Selfridge-Field. 2001. "Printing and Publishing of Music I: Printing". The New Grove Dictionary of Music and Musicians, second edition, edited by Stanley Sadie and John Tyrrell. London: Macmillan Publishers.
- Worster, Larry. 1997. Cecil Effinger: A Colorado Composer. Composers of North America 21. Lanham, Md.: Scarecrow Press. ISBN 0810831082
- Worster, Lawrence. 2001. "Effinger, Cecil". The New Grove Dictionary of Music and Musicians, second edition, edited by Stanley Sadie and John Tyrrell. London: Macmillan Publishers.